# Archichauliodes guttiferus
Archichauliodes guttiferus är en insektsart som först beskrevs av Walker 1853.  Archichauliodes guttiferus ingår i släktet Archichauliodes och familjen Corydalidae. Inga underarter finns listade i Catalogue of Life.